# Cyananthus lobatus
Cyananthus lobatus är en klockväxtart som beskrevs av Nathaniel Wallich och George Bentham. Cyananthus lobatus ingår i släktet Cyananthus, och familjen klockväxter. Inga underarter finns listade i Catalogue of Life.

## Bildgalleri

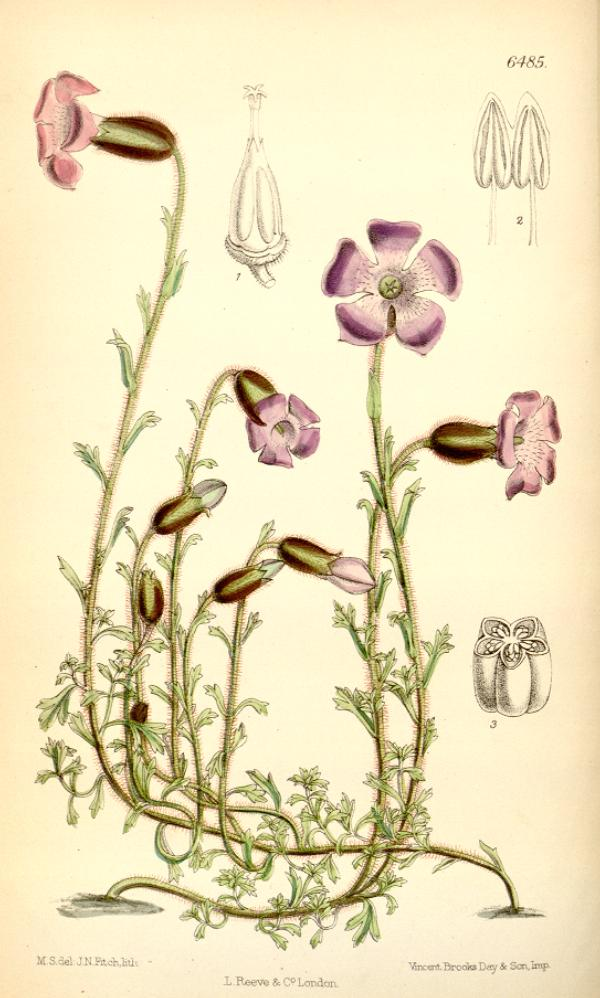